# Kurt Schmidt Verlag
Der Kurt Schmidt Verlag war ein kleiner Verlag in Erfurt. Er bestand etwa von 1947 bis 1981.

## Geschichte
Der Vorgängerverlag war Bücher und Zeitschriften Schmidt in Erfurt.
Der Kurt Schmidt Verlag bestand spätestens seit 1947, als die erste Rätselzeitschrift herausgegeben wurde.
Die Herausgeberin war Helene Schmidt, der Verlagsleiter Fredi Teicher.
Der Verlag bestand bis 1981 (oder bis 1971?). Danach wurden die Rätselzeitschriften vom Verlag Otto Blumenstein in Eisenach übernommen.
Einige Archivbestände befinden sich im Staatsarchiv Leipzig.

## Publikationen
Rätselzeitschriften
Der Kurt Schmidt Verlag gab vier Rätselzeitschriften heraus, die jeweils vierteljährlich erschienen.

- Kunterbunt. Die lustige Gedankenschaukel, 1947–1990, ab 1982 durch Verlag Blumenstein, Erfurt, Eisenach[2]

- Denkspiegel. Kreuzworträtsel. Kurzweil, 1949–1982, ab 1982 durch Blumenstein[3][4]

- Der lustige Grillenfänger. Denksportprobleme, Geschicklichkeitsaufgaben, fröhliche Kurzweil, 1951, weitere Jahrgänge nicht bekannt[5]

- Steckenpferd. Das bunte Rätselbüchlein, 1954–1990, ab 1982 durch Blumenstein[6]

Kinderbücher
Es sind bisher diese zwei Kinderbücher aus dem Kurt Schmidt Verlag bekannt.
- Gisela Meyhöfer, Langöhrchens Traum vom Märchenland, 1948
- Maria Ewers, Pustewind und das Brunnenmännlein, für große und kleine Leute, Zeichnungen von Gerda Engelmann, 1949